# Архипов, Алексей Валерьевич
Алексе́й Вале́рьевич Архи́пов (20 марта 1967 — 26 ноября 2020) — российский самбист, чемпион и призёр чемпионатов СССР, России, Европы и мира, 4-кратный обладатель Кубка мира в личном, и 6-кратный — в командном зачётах, Заслуженный мастер спорта России (10 декабря 1992 года).

## Биография
Первые годы жизни провёл во временном посёлке барачного типа к югу от Кстова. Отец хотел, чтобы сын стал борцом. В 1977 году, будучи учеником третьего класса школы № 5, пришёл в академию самбо. Его первым и единственным на всю жизнь тренером стал Фёдор Александрович Кукушкин.
Кстовская школа самбо славилась борьбой в партере. Архипову же лучше удавалась борьба в стойке. Тренер не стал «ломать» ученика. Любимым приёмом Архипова стала передняя подножка, которую он применял практически в каждой схватке.
В 1985 году на всесоюзном турнире в Андропове выполнил норматив мастера спорта. В 1986 году стал чемпионом мира среди молодёжи. В 1989—1990 годах становился серебряным призёром чемпионатов СССР, а в 1991 году — чемпионом.
Скоропостижно скончался от осложнений, вызванных коронавирусной инфекцией 26 ноября 2020 года.

## Спортивные результаты
- Чемпионат СССР по самбо 1989 года — ;
- Чемпионат СССР по самбо 1990 года — ;
- Чемпионат СССР по самбо 1991 года — ;
- Чемпионат России по самбо 1992 года — ;
- Чемпионат России по самбо 1996 года — ;
- Чемпионат России по самбо 1997 года — ;
- Чемпионат России по самбо 1998 года — ;
- Чемпионат России по самбо 2000 года — ;